# Conti d'Alvernia
La contea d'Alvernia occupava gran parte della regione omonima. Il seguente è l'elenco dei conti d'Alvernia, da non confondere con i duchi d'Alvernia e i delfini d'Alvernia.

## Duchi di epoca post-romana
- Victorius, da 475 a 479
- Apollonarius nel 506
- Hortensius nel 527

## Alto medioevo

### Conti-duchi sotto i Merovingi
- Becco (532)
- Sigivaldo (532)
- Hortensius (533)
- Evodius
- Georgius
- Britianus
- Firminus, conte verso gli anni 555/558, genero di Britianus, destituito
- Sallustio, duca verso gli anni 555/558 fino al 560, nipote di Hortensius
- Firminus (II), duca verso il 560 fino al 571
- Venerandus, duca prima del 585
- Nicetius, duca e conte verso il 585
- Eulalius, duca dal 585 al 590
- Bobon, duca dal 638 al 656, nominato da Sigeberto II, re dei Franchi
- Bodilon, duca verso il 675
- Calminius, duca negli anni 680
- Genesius, duca negli anni 690
- Ariberto, duca negli anni 690
- Blandino, duca fino al 765

### Conti sotto i Carolingi
- Berthmond e Ithier, conti sotto Carlo Magno;
- Guerino I d'Alvernia, conte dall'818 all'819
- Guerino di Provenza, conte dall'819[1][2] all'839.
- Gerardo I, conte dall'839 all'841, nominato da Ludovico il Pio[3], ucciso in battaglia nell'841, capostipite dei Rainulfidi[4];
- Guglielmo I, conte dall'841 all'846, fratello di Gerardo I[4], morto al più nell'846;
- Bernardo I, conte dall'846 all'862, presunto figlio di Guerino, ma secondo Ademaro di Chabannes, era il fratello del precedente conte d'Alvernia, Gerardo I[4];
- Stefano, conte dall'862 all'864, ucciso dai Normanni[5];
- Gerardo II, conte dall'864 all'872, presunto figlio di Gerardo I, spodestato da Bernardo, detto Piede di Velluto[6];
- Bernardo II Piede di Velluto, conte (Bernardum Arvernicum comitem)[6] dall'872 all'886, figlio del conte di Barcellona e conte di Tolosa, Bernardo di Settimania;
- Guglielmo II il Pio, conte dall'886 al 918, figlio del precedente, marchese di Gotia nell'885 e duca d'Aquitania nell'893[7], morto nel 918;
- Guglielmo III il Giovane, conte dal 918 al 926, nipote Bernardo II (il nonno) e di Guglielmo I (lo zio); fu anche duca d'Aquitania[8]
- Alfredo, conte dal 926 al 927, fratello di Guglielmo III, fu anche duca d'Aquitania[9], morto senza figli;
- Bernardo III, conte dal 927 al 932[10], fratello di Guglielmo III e Alfredo, morto senza figli;
- Ebalus di Aquitania, conte dal 927 al 932, figlio illegittimo del conte di Poitiers e duca d'Aquitania, Ranulfo II di Poitiers[7];
- Raimondo Ponzio, conte dal 932 al 955, anche conte di Tolosa e duca d'Aquitania;
- Guglielmo Testa di Stoppa, conte dall'955 al 963, figlio di Ebalus il Bastardo[11], anche conte di Poitiers (Guglielmo I) e duca d'Aquitania (Guglielmo III).

La contea, già governata da un visconte, dopo la morte di Guglielmo Testa di Stoppa, fu ridotta definitivamente a Viscontea:

### Visconti del Casato di Clermont
- Roberto I
- RobertoI II, figlio del precedente
- Guido I, figlio del precedente

## Conti ereditari

### Casato di Clermont-Auvergne
979-989: Guido I, figlio del visconte di Clermont Roberto II;
989-1016: Guglielmo IV (-1016), fratello di Guy I;
1016-v. 1032: Roberto I (+ verso il 1032), figlio di Guglielmo IV;
v. 1032-v. 1060: Guglielmo V (v. 1000-v. 1060), figlio di Roberto I e di Ermengarda d'Arles;
v. 1060-1096: Roberto II (v. 1025-1096), figlio di Guglielmo V e di Filippa del Gévaudan;
1096-1136: Guglielmo VI (dopo il 1069-1136), figlio di Roberto II e di Judith de Melgueil;
1136-1147: Roberto III (v. 1095-v. 1147), figlio di Guglielmo VI e di Agnese di Sicilia;
1147-1169: Guglielmo VII il Giovane (v. 1130-1169), figlio di Roberto III e di Marquise d'Albon (v. 1115-1196), figlia del conte del Viennois Ghigo IV; da Guglielmo VIII discendevano i delfini d'Alvernia.
Tra il 1155 e il 1169 la contea d'Alvernia si divise in due parti. Una parte rimase contea, l'altra divenne delfinato. Di seguito i conti d'Alvernia:
1155-1182: Guglielmo VIII il vecchio, figlio di Guglielmo VI; Guglielmo VIII usurpò al nipote Guglielmo VII la maggior parte della contea;
1182-1194: Roberto IV (v. 1130-v. 1194), figlio di Guglielmo VIII e di Anna di Nevers (nato verso il 1110);
1194-1195: Guglielmo IX, figlio di Roberto VI e di Matilde di Borgogna;
1195-1224: Guido II, figlio di Roberto IV e di Matilde, fratello di Guglielmo IX; nel 1212-213 perse il controllo di gran parte della regione per l'intervento di re Filippo Augusto che divise la regione in quattro parti, tra i Conti stessi, i Delfini d'Alvernia, i vescovi di Clermont e la "Terra reale" d'Alvernia (poi passata ai Duchi d'Alvernia).
1224-1247: Guglielmo X, figlio di Guy II e di Perronnelle de Chambon;
1247-1277: Roberto V (v. 1225-1277), figlio di Guglielmo X e di Adélaïde de Brabant (v. 1190-v. 1261), anche conte di Boulogne;
1277-1277: Guglielmo XI (v. 1248-1277) figlio di Roberto V e di Éléonore de Baffie; anche conte di Boulogne;
1277-1317: Roberto VI (1250-1314) fratello di Guglielmo XI (figlio di Roberto V e di Éléonore de Baffie); anche conte di Boulogne;
1317-1325: Roberto VII (v. 1282-1325), figlio di Roberto VI e di Béatrice de Montgascon, dama di Montgascon; anche conte di Boulogne;
1325-1332: Guglielmo XII (v. 1300-1332) figlio di Roberto VII e di Bianca di Borbone (morta nel 1304); anche conte di Boulogne;
1332-1360: Giovanna I (1326-1360), figlia di Guglielmo XII e di Margherita d'Évreux (1307-1350); era anche contessa di Boulogne, e poi regina di Francia per matrimonio con Giovanni II di Francia;
1338-1346: Filippo di Borgogna Monsieur(1323-1346), conte per matrimonio; primo sposo di Giovanna, figlio del duca di Borgogna Oddone IV e di Giovanna di Francia (1308-1347);
1350-1360: Giovanni II di Francia (1319-1364), secondo sposo di Giovanna I;

### Casato di Borgogna
1360-1361: Filippo II (1346-1361), ovvero Filippo I di Borgogna, figlio di Giovanna e Filippo di Borgogna;

### Casato d'Auvergne-Montfort
1361-1386: Giovanni I (morto nel 1386), figlio di Roberto VII e Maria di Dampierre, fratellastro di Guglielmo XII; anche conte di Boulogne e  Montfort;
1386-1404: Giovanni II (morto nel 1404), figlio di Giovanni II e Jeanne de Clermont (+ 1383), dama di Saint-Just;
1404-1424: Giovanna II (1378-1424), figlia di Giovanni III e Aliénor de Comminges;
1404-1416: Giovanni di Francia (1340-1416), primo sposo di Giovanna II, figlio di Giovanni II di Francia; già duca di Berry, duca d'Alvernia e conte di Poitiers;
1416-1424: Giorgio de la Trémoille (1382-1446), secondo sposo di Giovanna II; già conte di Guines;

### Casato d'Auvergne-Montgascon
1424-1437: Maria (1376-1437), figlia di Goffredo d'Alvernia (morto v. 1385), signore di Montgascon, e di Jeanne de Ventadour (morta nel 1376), nipote (figlia del figlio) di Roberto VII;

### Casato de La Tour d'Auvergne
1437-1461: Bertrando I, ovvero Bertrando V de La Tour (morto nel 1461), figlio di Maria e Bertrando IV de La Tour (morto dopo il 1423); anche signore de La Tour;
1461-1497: Bertrando II (1417-1497), figlio di Bertrando I e Jacquette du Peschin (morta nel 1473);
1497-1501: Giovanni III (1467-1501), figlio di Bertrando II e Louise de La Trémoïlle (morta nel 1474), dama di Bomiers, figlia di Georges de La Trémoïlle;
1501-1524: Anna (morta nel 1524), figlia di Giovanni III e Giovanna di Borbone-Vendôme (1465-1511); Anna sposò nel 1505  John Stewart, II duca di Albany, reggente di Scozia dal 1515 al 1524, morto nel 1536; Anna e John non ebbero figli;
1524-1589: Caterina de' Medici (1519-1589), regina di Francia, figlia di Lorenzo II de' Medici e di Madeleine de La Tour d'Auvergne (1500-1519), figlia di Giovanni V de La Tour d'Auvergne.

### Fonti primarie
- (LA)  Monumenta Germaniae Historica, tomus II.
- (LA)  Ademarus Engolismensis, Historiarum Libri Tres.
- (LA)  Annales Bertiniani.
- (LA)  Chronicon Sancti Maxentii Pictavensis.
- (LA)  Cartulaire de Brioude.
- (LA)  Recueil des chartes de l'abbaye de Cluny, tomé 1.
- (LA)  Cartulaire de Sauxillanges.
- (LA)  Histoire Générale de Languedoc, Tome V, Preuves, Chartes et Diplômes.
- (LA)  Recueil des chartes de l'abbaye de Cluny, tomé 2.

### Letteratura storiografica
- G. L. Burr, "La rivoluzione carolingia e l'intervento franco in Italia", cap. XI, vol. II (L'espansione islamica e la nascita dell'Europa feudale) della Storia del Mondo Medievale, pp. 336–357.
- Gerhard Seeliger, "Conquiste e incoronazione a imperatore di Carlomagno", cap. XII, vol. II (L'espansione islamica e la nascita dell'Europa feudale) della Storia del Mondo Medievale, pp. 358–396.
- René Poupardin, Ludovico il Pio, in «Storia del mondo medievale», vol. II, 1979, pp. 558–582
- René Poupardin, I regni carolingi (840-918), in «Storia del mondo medievale», vol. II, 1979, pp. 583–635
- (FR)  Claude Devic e Joseph Vaissette, Histoire générale de Languedoc Google Books Vol. 1 (1840), Vol. 2 (1840), Vol. 3 (1841), Vol. 4 (1749), Vol. 5 (1842), Vol. 6 (1843), Vol. 7 (1843), Vol. 8 (1844), Vol. 9 (1845)